# Ocotea darcyi
Ocotea darcyi är en lagerväxtart som beskrevs av Van der Werff. Ocotea darcyi ingår i släktet Ocotea och familjen lagerväxter. Inga underarter finns listade i Catalogue of Life.